# Thrombospondine 1
La thrombospondine 1 est une protéine appartenant à la famille des thrombospondines. Son gène est THBS1 situé sur le chromosome 15 humain.

## Rôles
Elle a un rôle de mécano-récepteur : liée à l'IAP (« integrin associated protein »), sa conformation se modifie en cas de flux sanguin turbulent, activant le NOX1, modulant par ce biais la vasodilatation des vaisseaux. En particulier, le complexe THBS1-IAP contribue au mécanisme d'une hypertension artérielle pulmonaire. Elle favorise la rigidification vasculaire.
Elle a également une action anti-angiogenèse et permet l'activation du TGF bêta. Elle est d'ailleurs l'un des principaux activateurs de ce signal. Elle favorise la formation d'un néo-intima et active les cellules musculaires lisses vasculaires.
Son expression est augmentée en cas d'ischémie des membres inférieurs. 
Elle favorise la cicatrisation ainsi que la fibrose.